# Площадь Мира (Красноярск)
Пло́щадь Ми́ра — старейшая площадь Красноярска. Расположена в Центральном районе города.

## История
Площадь возникла на месте Красноярского острога. Острог сгорел в 1773 году. Деревянный острог не стали восстанавливать, и рядом с Воскресенским собором возникла торговая площадь. В XVIII веке базар на площади устраивался один раз в неделю по воскресным дням в основном для продажи хлеба, овощей и других съестных припасов. В незначительном количестве торговали изделиями крестьянского хозяйства: холстом, сукном и т. д. Площадь перед Воскресенским собором стала называться «Базарной», а после строительства Богородице-Рождественского собора — «Старобазарной».
Улица, начинавшаяся от Воскресенского собора, стала называться Большой, позднее — Воскресенской, затем улицей им. И. В. Сталина, ныне проспект Мира — центральная улица города Красноярска.
1 марта 1807 года в Красноярске, по дороге в Петербург, умирает граф Резанов. Он скончался в доме капитан-исправника Г. О. Родюкова. находившемся на месте современного комплекса «Метрополь». Резанова похоронили на кладбище в ограде Воскресенского собора, где хоронили влиятельных людей города — градоначальников, купцов и т. д. 16 августа 1831 года на его могиле был установлен гранитный памятник.
В начале XIX века торгующие мещане и купцы построили на площади деревянные балаганы, которые уже к концу 1820-х годов перестали удовлетворять потребностям города, и возникла необходимость строительства каменных гостиных рядов.
Здание Гостиного двора строилось с 1857 года по 1865 год. С 1874 года часть помещений верхнего этажа была передана губернскому архиву. С 1904 года по 1929 год в западной части второго этажа размещался Красноярский краеведческий музей и библиотека музея, а с 1920 года — Енисейское центральное книгохранилище. В настоящее время в здании размещается Государственный архив Красноярского края.
В 1936 году с Воскресенского собора были сняты купола и разрушена колокольня собора. Кладбище снесли вместе с собором в 1958 году, могила командора Резанова утрачена.
В 1983 году на месте разрушенного собора было построено здание красноярской краевой филармонии с двумя концертными залами, малым и большим, на 2200 мест.
Площадь перед собором сразу после революции была переименована в площадь Просвещения, или площадь Искусств. Ныне она носит название «площадь Мира».

## Границы площади
На востоке площадь ограничивается вантовым пешеходным мостом через Енисей и зданием филармонии, на севере — зданиями центра «Метрополь», «Китайского торгового города» и башней КАТЭКНИИугля; на юге площади расположен государственный архив Красноярского края в здании бывших гостиных рядов. По западной границе площади проходит улица Каратанова.

## Современная архитектура
В конце 1970-х было принято решение строить на Стрелке (место слияния Енисея и Качи) здание филармонии и здание филиала Центрального музея имени Ленина (ныне — Музейный центр «Площадь Мира»). 
Архитектурный комплекс стрелки Енисея сформирован в 1980-е годы архитектурной мастерской под руководством Арэга Демирханова. Комплекс состоит из Музейного центра, филармонии, делового центра «Метрополь» и башни КАТЭКНИИугля. Часть площади застроена жилыми домами.

## Памятники
На месте ворот Спасской башни Красноярского острога в 2003 году установили памятную арку (автор проекта А. С. Демирханов). Высота арки 18 метров. 
На площади летом 2007 года был установлен памятник командору Резанову (авторы Андрей Касаткин и Константин Зинич), а также восстановлен памятник, установленный в XIX веке на могиле Резанова. На месте усадьбы Родюкова, в которой умер Резанов (на углу комплекса «Метрополь»), 1 марта 2007 года размещена мемориальная доска.

## Галерея
- Памятник командору Резанову. Авторы Андрей Касаткин и Константин Зинич
- Памятник-кенотаф Резанову
- Арка на месте Спасской башни острога
- Здание КАТЭКНИИугля (2011 год)
- Деловой центр «Метрополь» на месте дома, где скончался командор Резанов
- Красноярская филармония, расположенная на площади

## Разное
1 июля 1932 года в Красноярске появился первый автобусный маршрут: Площадь Мира — Железнодорожный вокзал.